# Roatto
Roatto (Roat in piemontese) è un comune italiano di 356 abitanti della provincia di Asti, nel territorio storico dell'Astesana, in Piemonte.

## Storia

### Simboli
(D.P.R. del 17 ottobre 1995)

## Monumenti e luoghi d'interesse

### Chiesa parrocchiale

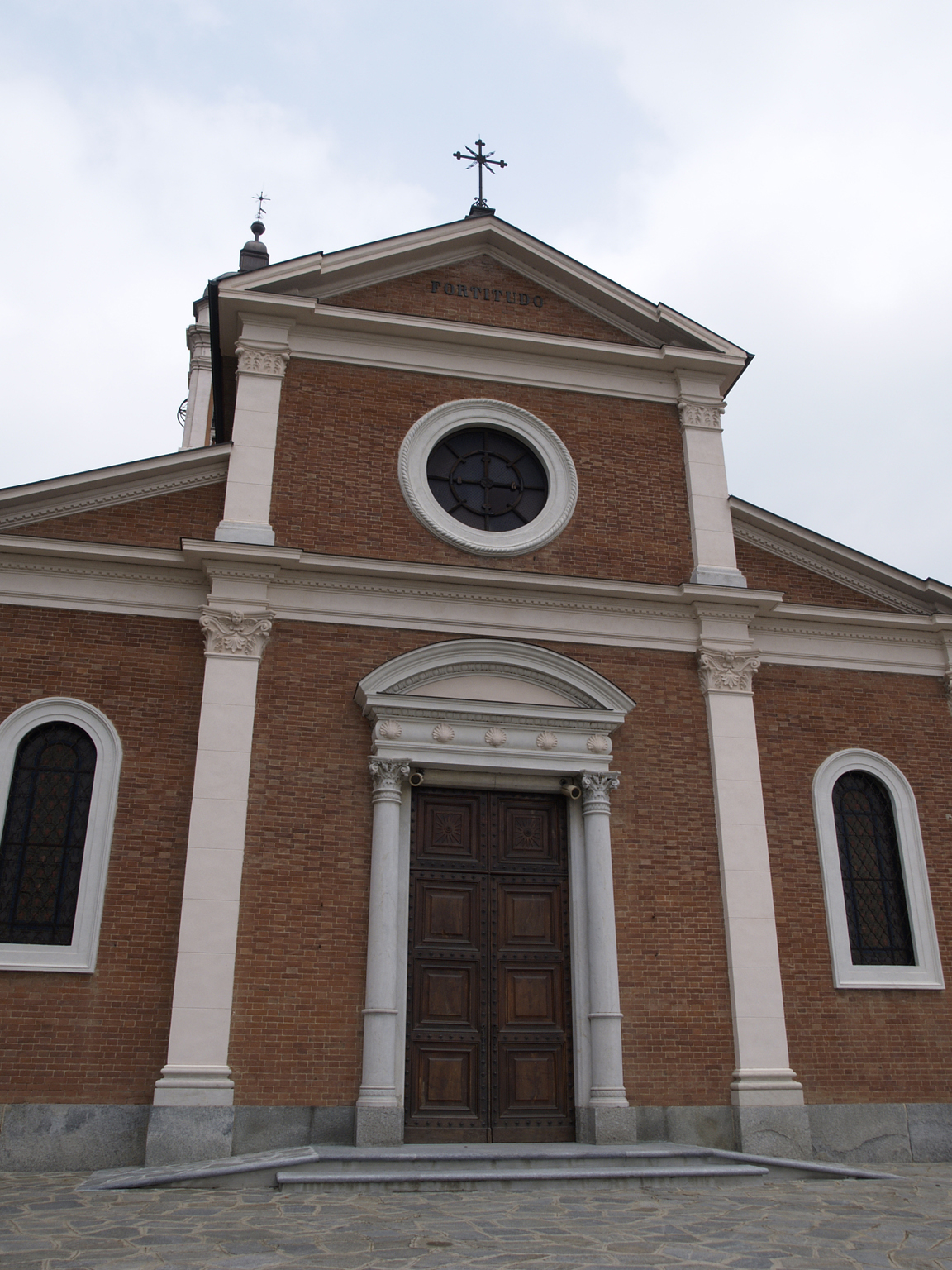
Facciata della chiesa parrocchiale di Roatto

La fondazione della parrocchia di Roatto risale al 1661 e in trecentocinquant'anni si sono succeduti sedici parroci. In quell'epoca si separarono le due comunità di Roatto e Maretto che condividevano lo stesso parroco. Nel 1662 iniziò la costruzione della chiesa parrocchiale che doveva sostituire una chiesetta preesistente.
La chiesa attuale venne totalmente riedificata alla fine dell'800. Dedicata a san Michele e a santa Radegonda, l'attuale chiesa parrocchiale fu costruita tra il 1888 e il 1890 e fu consacrata il 9 luglio 1891 dal vescovo di Asti Giuseppe Ronco. Il progettista della chiesa fu l'ingegnere – al quale è dedicata una via del paese - Camillo Riccio, proprietario del Palazzo Borello.
La nuova chiesa sorge sull'area dell'antica (l'altare maggiore sorge esattamente nello stesso luogo), ma risulta più grande (7 metri in lunghezza, 1,50 in larghezza). Dell'antica chiesa si conservò il campanile al quale però fu aggiunta la cupola in rame e le balaustre alle finestre della cella campanaria che ne alterano il carattere originario. Edificata in stile neo-rinascimentale, la chiesa appare di solida struttura, dignitosa nelle forme e nelle decorazioni e armonica nelle proporzioni. Pregevole l'altare maggiore per la semplicità dello stile in coerenza con quello della chiesa e la felice combinazione cromatica dei marmi bianco e verde, che furono donati in gran parte dallo stesso Camillo Riccio.

## Società

### Evoluzione demografica
Negli ultimi cento anni, a partire dal 1921, c'è stato un dimezzamento della popolazione residente .
Abitanti censiti

### Etnie e minoranze straniere
Gli stranieri residenti a Roatto al 1º gennaio 2015 sono 20 e rappresentano il 5.2 % della popolazione residente.
Le nazionalità maggiormente rappresentate in base alla loro percentuale sul totale della popolazione straniera residente erano:
- Romania 8 (40.00%)
- Albania 4 (20.00%)
- Germania 2 (10.00%)
- Moldavia 2 (10.00%)
- Svezia 1 (5.00%)
- Russia 1 (5.00%)
- Brasile 1 (5.00%)
- Venezuela 1 (5.00%)

## Amministrazione

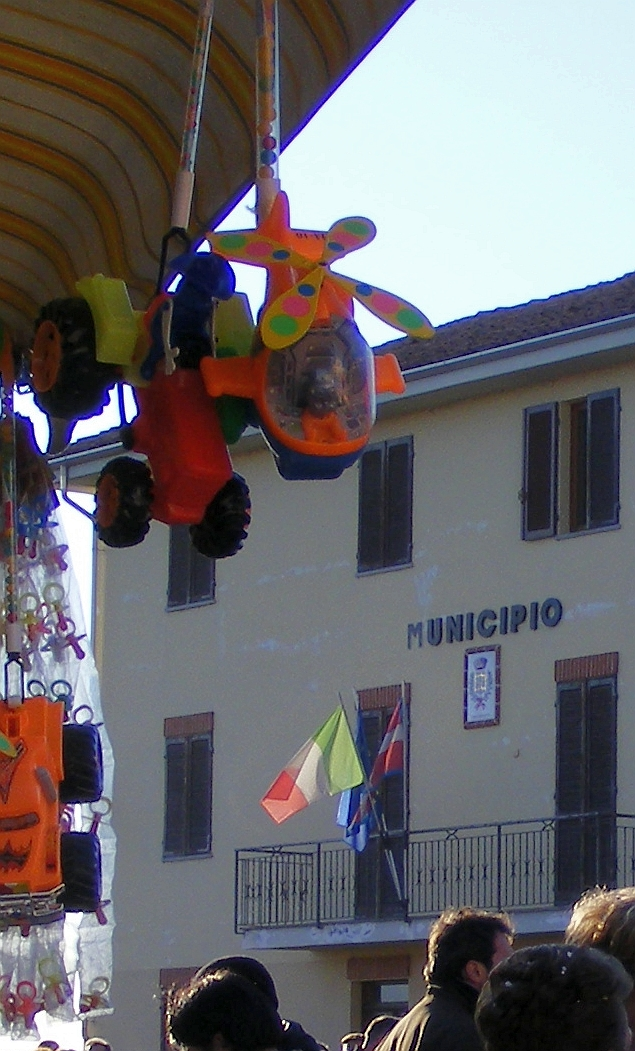
Il municipio

Di seguito è presentata una tabella relativa alle amministrazioni che si sono succedute in questo comune.
| Periodo         | Periodo        | Primo cittadino | Partito                           | Carica  | Note        |
| --------------- | -------------- | --------------- | --------------------------------- | ------- | ----------- |
| 26 gennaio 1988 | 7 giugno 1993  | Enrico Andreone | Democrazia Cristiana              | Sindaco | [ 5 ]       |
| 7 giugno 1993   | 28 aprile 1997 | Enrico Andreone | Democrazia Cristiana              | Sindaco | [ 5 ]       |
| 28 aprile 1997  | 14 maggio 2001 | Enrico Andreone | centro                            | Sindaco | [ 5 ]       |
| 28 maggio 2001  | 30 maggio 2006 | Giuseppe Boero  | lista civica                      | Sindaco | [ 5 ]       |
| 30 maggio 2006  | 16 maggio 2011 | Giuseppe Boero  | lista civica                      | Sindaco | [ 5 ]       |
| 16 maggio 2011  | 5 giugno 2016  | Bruno Colombo   | lista civica Insieme per Roatto   | Sindaco | [ 5 ] [ 6 ] |
| 5 giugno 2016   | 3 ottobre 2021 | Bruno Colombo   | lista civica Provare credere fare | Sindaco | [ 5 ]       |
| 3 ottobre 2021  | in carica      | Bruno Colombo   | lista civica Roatto nel cuore     | Sindaco | [ 5 ]       |

### Altre informazioni amministrative
Il comune fa parte della comunità collinare Valtriversa.